# Aidlinn
Aidlinn (ou Ailinn), dans la mythologie celtique irlandaise, est la fille du roi Lugaid Reo nDerg, lui-même fils adoptif de Cúchulainn et Ard ri Érenn d’Irlande.

## Histoire d'Aidlinn et de Baile
Aidlinn apparaît notamment dans le récit Scél Baili Binnbérlaig (« Histoire de Baile au doux langage »), dont elle est l’héroïne. Apprenant la mort de son fiancé, Baile Bindberlach fils de Buan, elle se laisse mourir de chagrin. Sur sa tombe pousse un pommier et sur celle de Baile un if. On en fit des plaquettes que par la suite on ne put séparer. Sur ces tablettes furent consignées les amours de l'Ulster et du Leinster.
Selon Christian-J. Guyonvarc'h et Françoise Le Roux, plus que l’expression des sentiments amoureux entre jeunes gens, c’est avant tout la description d’un rituel magique avec du bois d'if, opéré par des druides.
Aidlinn et Ailinn sont devenus des prénoms communs en Irlande.